# 2014년 동계 올림픽 헝가리 선수단
2014년 동계 올림픽 헝가리의 올림픽 선수단은 러시아 소치에서 개최된 2014년 동계 올림픽에 참가한 올림픽 헝가리 선수단이다.

## 참가자
| 종목           | 남자 | 여자 | 합계 |
| -------------- | ---- | ---- | ---- |
| 알파인스키     | 1    | 2    | 3    |
| 바이애슬론     | 1    | 1    | 2    |
| 크로스컨트리   | 1    | 1    | 2    |
| 쇼트트랙       | 3    | 5    | 8    |
| 스피드스케이팅 | 1    | 0    | 1    |
| 합계           | 7    | 9    | 16   |

## 메달 획득 현황

### 종목별 메달 획득 현황
| 종목 | 1 | 2 | 3 | 합계 |
| 합계 |   |   |   |      |